# 天使にラブ・ソングを2
『天使にラブ・ソングを2』（原題: Sister Act 2: Back in the Habit）は、1993年に公開されたアメリカ合衆国の映画。ビル・デューク監督、ウーピー・ゴールドバーグ主演、タッチストーン・ピクチャーズ制作。前年に大ヒットした『天使にラブ・ソングを…』の続編である。
内容は前作のサスペンス・コメディ調から、問題を抱える高校を舞台にした青春映画的なものとなった。生徒役でローリン・ヒルやジェニファー・ラブ・ヒューイット、ライアン・トビーらが出演している。

## あらすじ
前作の事件から1年後。デロリスはラスベガスで成功を収め、二流スターとして忙しい毎日を送っていた。
ある日のこと。聖キャサリン修道院で知り合ったシスターの内、特にデロリスと仲が良かったメアリー・ロバート、メアリー・パトリック、メアリー・ラザラスの3人がデロリスの元を訪ねてくる。デロリスは再会を喜び合いつつもどうにも歯切れの悪い様子の彼女たちの様子を見て訝しむ。シスターたちは社会奉仕先の聖フランシス高校の悪童たちに手を焼き皆疲れ切ってしまっていること、援助を欲した院長がデロリスを呼び戻すために自分たちを遣わしたことを伝える。事情を聞いたデロリスはサンフランシスコへ向かい、聖フランシス高校の礼拝堂で久しぶりに院長と再会する。再会を懐かしみつつ、院長は荒れる一方でどうにもままならない高校の現状を伝え、デロリスに環境の立て直しのために力を貸して欲しいと懇願する。ようやく軌道に乗ってきた歌手業を疎かにしたくないデロリスは渋る様子を見せるが、その成功もまた友人たちの支えがあったからではないかと諭され、仕方なく要請を受け入れる。
再びシスター・メアリー・クラレンスとして僧服に身を包むことになったデロリスは、歌手としての経験と聖キャサリン修道院を聖歌隊で立て直した経験を買われて音楽クラスの担任として着任するが、さしもの彼女も生徒たちの悪童ぶりに翻弄され早々に匙を投げそうになる。しかし、ふとしたことから学校が今学期いっぱいで閉鎖されることを知って本腰を入れて事態の解決に取り組むことを決め、状況を打開するためにシスターたちと共に本格的な改革に乗り出していく。その中で、デロリスに反感を抱いたクラスの中心的存在の少女リタは級友たちを焚きつけて授業を放棄させようとするが、誰にもついてきてもらえず孤立して出ていく。デロリスは子供たちに歌の才能の片鱗を見出して聖歌隊の結成を提案し、課外授業としてシスターたち聖歌隊のパフォーマンスを見せに行く。子供たちの反応は今一つであったが、無断で子供たちを外へ連れ出したことで校長から注意をうけるデロリスの様子を盗み見て学校の閉鎖を知り、学校を盛り上げる一助になればとの思いから徐々に乗り気になっていく。
礼拝堂で親友のターニャと一緒に歌を歌っているリタを偶然見かけたロバートは、リタが深い悩みを抱えていて歌いたくても歌えない状況に置かれていることを知る。リタは自分を女手一つで育ててくれた母親に「もっと現実を見ろ」と言いつけられ歌手になる夢を否定されていたのだ。諦めきった様子で何もできやしないと言い切る彼女に対し、ロバートは若いのだから可能性を決めつけてはいけないと諭すが、リタは拒絶して立ち去る。ロバートはデロリスにリタの窮状を伝え、自分自身がデロリスの導きで殻を打ち破れた経験からリタを助けてあげて欲しいと願う。デロリスは渋い顔をしつつその願いを引き受け、リタにリルケの詩集『若き詩人からの手紙』を託し、激励の言葉と共に読むように言い残して去っていく。素直に本を読んだリタは考えた末に音楽クラスに戻る。全員揃った聖歌隊は心を一つにしてデロリスの下特訓を積み、初の校内コンサートを成功に導いた。
それから数日後、校内の備品の整理中のロバートたちは、過去に聖歌隊が音楽コンクールで勝ち取ってきたトロフィーの数々を見つける。かつての音楽クラスが高いレベルを保持していたことを知った彼女たちは、学校を閉鎖から救う手立てになると考えてデロリスと生徒たちに内緒でカリフォルニア州で行われる音楽コンクールに応募する。今の実力では優勝など至らないと尻込みする生徒たちだが、生徒の1人フランケイの一喝により奮起して参加を決心する。コンクールにむけての特訓が続く中、リタは母親に聖歌隊の活動を咎められたためやむなく出場を辞退すると告げ、引き留める仲間たちを悲しげな顔で振り切る。
コンクール当日。どうしても諦めきれなかったリタは、同意書に母親のサインを偽装し、置手紙を残して出発寸前のバスに駆け込んだ。デロリスに礼を言ってバスに乗り込むと、仲間たちの歓声に出迎えられる。
一行を乗せたバスが会場に向かうころ、クリスプ理事長はデロリスがトップを飾った雑誌を手に憤慨していた。デロリスがギャングの愛人だった過去が露見したのだ。クリスプと校長は出場をやめさせるためイグナティウス神父らを伴って会場へ向かい、偶然トーマス神父と鉢合わせたシスターたちはデロリスの正体がバレたことを知り慌ててデロリスを探しに行く。
本番直前を迎えた生徒たちは、直前の聖歌隊の圧倒的実力に加え、相手の曲目が自分たちの持ち歌である Joyful,Joyful の原曲「歓びの歌」であることに動揺し、戦意喪失してしまうが、デロリスからの叱咤激励を受けて奮起し、自分たちの歌を高らかに歌い上げて会場を圧倒し最優秀賞を勝ち取る。聖歌隊の素晴らしさに胸打たれた理事会のメンバーたちは学校の閉鎖を撤回する。院長の機転によりクリスプ理事長の口からデロリスの正体が暴露されることが無事防がれ、リタは手紙を読んで会場に来ていた母親と和解を果たす。学校が閉鎖の危機から免れたことを知らされた子供たちは歓声に沸き、ロバート、パトリック、ラザラスは大団円への落着に嬉し泣きする。一方、人混みの中でシスターたちが呟いた何気ない一言により、デロリスの正体はそれとなく子供たちに伝わってしまっていた。
ベガスのショーガールという経歴の真偽について子供たちに問われたデロリスが「私はショーガールなんかじゃない、大スターだ」と誇らしげに返すところで物語は幕を閉じる。

## 登場人物

### 主要人物
デロリス・ヴァン・カルティエ／シスター・メアリー・クラレンス
演 - ウーピー・ゴールドバーグ
主人公。かつてリノのクラブで働いていた黒人クラブ歌手。
前作の事件の後、ラスベガスで成功を収め二流スターとして忙しい毎日を送っていた。
荒廃著しい聖フランシス高校の立て直しに力を貸してほしいという院長の願いを聞いて一旦は渋るものの最終的に引き受け、サンフランシスコへと舞い戻り再び僧衣に身を包む。
彼女自身も同校の卒業生で風紀は当時から悪かったらしいが、音楽クラスの生徒たちの想像以上の悪童ぶりに匙を投げそうになる。その後、高校が閉鎖の危機に見舞われたことを知り、状況を変えるべく親友の聖歌隊のシスターたちと共に本格的な改革に乗り出す。
周囲をも巻き込む型破りで思い切った行動力は相変わらずで、助けると言ったからには投げずにやりきると仲間たちに言い切る等、前作同様やると決めたことはやり抜く意志と義理堅さも垣間見せる。
聖キャサリン修道院長
演 - マギー・スミス
ギャングに追われたデロリスの隠れ家となった女子修道院の院長。
前作での一件を経て厳格だった性格も大分丸くなり、今ではシスターたちを導いて積極的に院外へ奉仕活動に出るようになっている。
デロリスの人柄と歌手としての活躍ぶりも認めており、修道院を立て直してくれた実績から彼女に深い信頼を寄せている。一方、悪意はないながらも毒舌は相変わらずである。
社会奉仕先の聖フランシス高校の荒れように心を痛め、状況打開案として、デロリスに聖キャサリン修道院の尼僧として教師になって欲しいと懇願する。デロリスの破天荒ぶりに難色を示すモーリス校長を自分の経験を引き合いに出してチャンスを与えるよう説得するなど、閉鎖が決まった学校の立て直しのために奔走するデロリスを穏やかにフォローする。
若い頃にはそれなりに問題児だったらしく、若かりし頃の校長と共に一緒にやんちゃをしては大司教を困らせていたという。
シスター・メアリー・パトリック
演 - キャシー・ナジミー
デロリスの親友のひとりで、非常に陽気でふくよかな若いシスター。
音楽好きかつノリの良さも相変わらずで、ロバート、ラザラスと常に行動を共にしている。
仲間のシスターたちと共に社会奉仕先の聖フランシス高校で教職を務めているがやんちゃな生徒たちに手を焼いている。
ラザラス曰く能天気かつマイペースで滅多に怒らない性格だが、生徒たちはそんな彼女を2回も怒らせたらしい。
シスター・メアリー・ロバート
演 - ウェンディ・マッケナ
デロリスの親友のひとりで若いシスター。
前作の一件を経て、引っ込み思案な性格を克服してすっかり明るくなり、今では公演中のベガスの大舞台に物怖じせずに飛び入りするほどの度胸も身についている。
風紀の乱れ著しい学校の立て直しを引き受けたデロリスと共に、生徒たちに聖歌隊の活動内容を披露するため、生徒たちと結成した聖歌隊のコンクール出場費用の捻出のために再びステージに立つ。
母親と将来の夢の間で葛藤するリタの悩みにいち早く気づき向き合おうとするも拒絶されたため、自分を救ってくれた存在として強い信頼を寄せるデロリスに彼女を託す。
シスター・メアリー・ラザラス
演 - メアリー・ウィックス
デロリスの親友のひとりで年長の大柄なシスター。前作の一件で厳格かつ気難しい性格もすっかり解れ、茶目っ気たっぷりで愛嬌がある。
音楽回りの指導力をきちんと身に着けたようで、校内コンサートに向けた練習で発声練習を指導している姿や、コンテスト本番を迎えて緊張する生徒にリラックスの仕方を教えている姿も見られる。

### 聖フランシスコ高校の生徒たち
リタ・ルイス・ワトソン
演 - ローリン・ヒル
音楽クラスの中心的存在である黒人の少女。性格は少々短気だが根は素直。
母子家庭育ちで、歌手になる夢を母親に否定されることに悩んでおり、母と夢の間で板挟みとなっている。その事を誰にも相談できずに抱え込んでおり、その反動で教師に対してつっぱった態度をとっている。
当初はデロリスに反感を抱いて反抗的な態度を取るが、誰にもついてきてもらえず孤立してクラスを出て行く。その後、デロリスの働きかけを受けて心を開いていき、母の反対を押し切って合唱コンクールに出場、母親とも和解する。
歌唱力はかなりのもので、「Joyful,Joyful」ではソロパートを務める。
ターニャ
演 - ターニャ・ブロント
リタの親友。短髪で比較的背が高く、痩せた黒人の少女。
リタの才能を認めており、孤立したリタが出て行ったあとも変わらずに接しあう。
歌唱力はリタに負けず劣らずかなり高く、中盤で彼女と共に「His eye on the sparrow」をデュエットする。「Joyful,Joyful」ではゴスペルコーラスで最高音を担当し、ハイレベルなハーモニーを歌う。
ウェスリー・グレン・“アマール”・ジェームズ
演 - ライアン・トビー
アフリカの英雄シャカ・ズールーの誇りを胸に抱く黒人の少年。
奴隷時代に与えられた白人的代名であることを気にしているため常日頃からアマールと名乗っている。
白人が黒人発祥の文化を享受することを快く思わず、白人から黒人の優位性を取り戻すことを常に主張するが、その情熱は空回り気味。
当初は歌う際に大きな声を発することができなかったが、デロリスの特訓によって校内コンサートではソロを務めるほどに上達。「Oh,Happy Day」の熱唱からのホイッスルボイスでデロリスや聴衆を驚かせた。
リチャード・“スケッチ”・ピンカム
演 - ロン・ジョンソン
スケッチブックをつねに持ち歩く、体格の良い黒人の少年。スケッチのあだ名はその姿からつけられたもの。
家は貧しく、授業料のためにいつもアルバイトをしているため、学校では疲れて眠ってしまう。「Joyful,Joyful」の楽曲内では、フランケイとラップを披露する。
フランケイ
演 - デヴィン・カミン
教室にステレオを持ち込んではラップを歌う白人のやんちゃな少年。
何かにつけて黒人の誇りを持ち出すアマールことをよくおちょくっている。
軽薄で調子のいい性格だが、後半では教師としてのデロリスの思いに賛同し、みなを引っ張っていく。
「Joyful,Joyful」ではラップを披露する。
マーガレット
演 - ジェニファー・ラブ・ヒューイット
音楽クラスの茶髪の白人の女の子。
授業中に化粧をしはじめ、デロリスに叱られる。
ジェニファーは生徒役の中で最年少であった（当時14歳）。
マリア
演 - アランナ・ユバック
音楽クラスの女の子で赤みのある茶色の髪をもつ。
「メリーさんの羊」の曲を知らなかったことや好きな歌が古い「ラブ・ボート」であったことから周りに少し馬鹿にされるがデロリスに擁護された。
マークス
演 - メヘラン・マークス・ディシェイン
ピアノ担当。
タイラー・チェイス
演 - クリスチャン・フィッツァレス
真面目な男子生徒。
その他生徒たち
演：ヴァレリア・アンドリュース、ディオナ・ブルックス＝ジャクソン、モニカ・カルフーン、マーサ・ゴンザレス、ディオンドレイ・ゴセット、フランク・ハワード、ディヴィット・カーター、キンバリー・クラミール、ディーディー・マグノ、パトリック・マローン、アレックス・マーティン、ジャーマイン・モンテール、サシャ・トーマス、アシュリー・トンプソン
個性豊かなクラスのメンバーたち。

### 学校関係者
クリスプ理事長
演 - ジェームズ・コバーン
聖フランシス高校理事長。
校内の風紀の悪化著しく生徒数も少なくなった学校を見限って閉鎖を企み、自身は引退し退職金で楽な暮らしをしようと考えている。その考えを臆面もなく周囲に漏らしているため修道院の面々からの評価は低く、生徒たちにも嫌われている。
最終的には聖歌隊の活躍によって目論見が崩れ去り、院長に言いくるめられて聖歌隊の立役者にまつりあげられたことで他校へ飛ばされる羽目になってしまった。
修道院長から名前を捩られてクリスピーと言われるシーンがある。
モーリス神父
演 - バーナード・ヒューズ
聖フランシス高校校長。
保守的で、閉鎖の時まで波風立てまいと対外的な活動を認めようとせず、事なかれ主義を貫こうとする。
デロリスの素性を知って出場をやめさせようとコンクール会場に駆けつけるが、教え子たちの初々しい晴れ姿を眼にしたことで気持ちが変わり、子供たちに晴れ舞台を踏ませてやろうと決心する。
聖キャサリン修道院長とは若い頃からの知り合いであり、共にそのやんちゃぶりで大司教に迷惑をかけていた仲だったらしい。
イグナティウス神父
演：マイケル・ジェッター
細身かつちょびひげではげかけのボサボサ頭の神父で数学教師。
性格は基本的には気弱ながらも行動派で、デロリスと生徒のためにクリスプを部屋に閉じ込め、ドアにサラミで鍵をする。
エンディングでは歌声を披露し、勢いよく踊ったり、カメラを追いかけたりする。
トーマス神父
演：ブラッド・サリヴァン
ラテン語教師の神父。
堅物そうで少々陰気な雰囲気の顔立ちが特徴。
授業においては抑揚の乏しいぼそぼそ声で途切れなく延々と喋り続けているだけのため、生徒のほとんどに授業を退屈がられている。
車内でハンドルを握ると性格どころか人格が変わるレベルになる。
デロリスの正体が発覚したことをシスターたちに告げる時こそ陰険そうな表情を見せるが根は生徒思いであり、モーリス神父の心変わりに賛同して他の神父たちと共に理事長の排除に積極的に動いた。
ウォルフガング神父
演：トーマス・ゴチャック
名前からわかる通りドイツから来た料理人で、聖フランシス高校の料理長。
ロバート曰くソーセージ料理しか作れないらしく、モーリスに「我々の身体のことを考えてくれている」と皮肉を言われ、ラザラスからは「毎日ソーセージ責めよ」と言われていた。また、ソーセージはパトリック曰く「生のまま出す時もある」との事。
尚、本人自身がソーセージがかなり好きなようで、サラミを持ち歩いているシーンがある。

### その他
聖キャサリン修道院聖歌隊のシスターたち
演：スーザン・ジョンソン、スーザン・ブロウニング、エディス・ディアス、ダーリーン・コーデンホーヴェン、ベス・ファウラー、ルース・コバート、プルーデンス・ライト・ホルムズ、カルメン・サパタ、パット・クロフォード・ブラウン、エレン・アルバーティーニ・ダウ、シェリ・イザード、ジョージア・クレイトン
前作でデロリスと親友となったシスターたちで、本作では学生たちに聖歌隊の活動ぶりのデモンストレーションと、コンクール参加資金の捻出のためデロリスに協力する。
'Ball of confusion'ではカルメン・サパタ演じる眼鏡のシスターがコンガを、スーザン・ブロウニング演じるシスターがギロを、ほかのシスターたちが難しめの振り付けを覚える。なお、タンバリンのシスターを演じたダーリーン・コーデンホーヴェンは未参加だが、「Dancing In The Street／Get Up Offa That Thing」ではメインコーラス5人のひとりになっている。
エンディングではシスターのうち一番小柄な老年シスターのエレン・アルベルティーニ・ダウが横ステップダンスを、小柄で丸っこいシスターのエディス･ディアスが緩やかに一回転する踊りを、若めの眼鏡シスターのシェリ・イザードがコミカルな踊りを披露している。
なお、エンディングではシスターを演じた内の何人かがおらず、シスター・ロバートの歌の吹き替えを担当しているアンドレア・ロビンソンが演じるシスターが参加している。
その他のシスターたち
演：アンドレア・ロビンソン、アイリス・グラヴィス、パメラ・テイラー、ロバート・J・ベンソン、ジュリエット・ハガーマン、クリスティーナ・ロイスター、クワク・A・ジェームズ、ロイ・M・クレイトン、クワメ・ジェームズ、ラティーシャ・クレイトン、エリカ・アトキンス、ジェニファー・リーヴィス
聖キャサリン修道院のシスターたちと同じように聖フランシス高校に奉仕するシスターたち。
資金集めの際は大抵のシスターが外に出たり窓から覗いたりするが、アンドレア・ロビンソンが演じた若めのシスターだけは参加して歌っている。
なお、ロビンソンはシスター・ロバートの歌唱（エンディングを除く）を担当している。
フローレンス・ワトソン
演 - シェリル・リー・ラルフ
リタの母親。夫に先立たれ、自宅で美容室を開いて女手一つで娘を養っている。
職業として安定性がないという理由で歌手になりたいというリタの夢を頑なに否定し続けるが、舞台に立つ娘の歌声を聞いて考えを改め、和解する。
娘に対する高圧的な態度が目に付くが、同じく歌手を目指しながらも芽が出る事なく志半ばで死んだ夫や、それを長年支えてきた自分と同じような苦労をしてほしくないという親心からでもある。
ジョーイ・バスタマンテ
演：ロバート・パストレリ
デロリスのマネージャー。
舞台に飛び入りしたシスターたちをいたく気に入った様子を見せる。

## キャスト
| 役名                                    | 俳優                                                | 日本語吹替 | 日本語吹替                                     |
| 役名                                    | 俳優                                                | ソフト版   | 日本テレビ版                                   |
| --------------------------------------- | --------------------------------------------------- | ---------- | ---------------------------------------------- |
| デロリス シスター・メアリー・クラレンス | ウーピー・ゴールドバーグ                            | 後藤加代   | 中村晃子                                       |
| 修道院長                                | マギー・スミス                                      | 京田尚子   | 藤波京子                                       |
| シスター・メアリー・パトリック          | キャシー・ナジミー                                  | 信沢三恵子 | さとうあい                                     |
| シスター・メアリー・ラザラス            | メアリー・ウィックス                                | 牧野和子   | 河村久子                                       |
| シスター・メアリー・ロバート            | ウェンディ・マッケナ（歌声:アンドレア・ロビンソン） | 石川悦子   | 矢島晶子                                       |
| モーリス神父                            | バーナード・ヒューズ                                | 納谷悟朗   | 村松康雄                                       |
| クリスプ理事長                          | ジェームズ・コバーン                                | 小林清志   | 小林清志                                       |
| イグナティウス神父                      | マイケル・ジェッター                                | 安原義人   | 納谷六朗                                       |
| ウォルフガング神父                      | トーマス・ゴチャック                                | 安西正弘   | 堀川仁                                         |
| トーマス神父                            | ブラッド・サリヴァン                                | 池田勝     | 稲葉実                                         |
| ジョーイ・バスタマンテ                  | ロバート・パストレリ                                | 安西正弘   | 長島雄一                                       |
| リタ・ワトソン                          | ローリン・ヒル                                      | 杉村理加   | 高山みなみ                                     |
| フローレンス・ワトソン                  | シェリル・リー・ラルフ                              | 火野カチコ | 野沢由香里                                     |
| フランケイ                              | デヴィン・カミン                                    | 園岡新太郎 | 森川智之                                       |
| スケッチ                                | ロン・ジョンソン                                    | 荒川功     | 高木渉                                         |
| アマール                                | ライアン・トビー                                    | 石井一孝   | 石田彰                                         |
| マリア                                  | アラナ・ユーバック                                  |            | 篠原恵美                                       |
| タニア                                  | タニア・ブロント                                    | 松本梨香   | 高乃麗                                         |
| マーガレット                            | ジェニファー・ラブ・ヒューイット                    | 華村りこ   | 岡村明美                                       |
| タイラー・チェイス                      | クリスチャン・フィッツァレス                        | 松澤重雄   | 坪井智浩                                       |
| マルコス                                | メヘラン・マークス・ディシェイン                    | 園岡新太郎 | 吉田孝                                         |
| 生徒                                    | ヴァレリア・アンドリュース                          |            | 篠原恵美                                       |
| ディオナ                                | ディオナ・ブルックス＝ジャクソン                    |            | 熊坂明子                                       |
| 司教区役員                              | ウォーレン・フロスト                                | 峰恵研     | 長島雄一                                       |
| 司教区役員                              | ロビン・ガメル                                      | 八代駿     | 中博史                                         |
| 司教区役員                              | レヴァリン・T・ゴールド                             | 嶋村薫     | 鈴木紀子                                       |
| ジョンソン氏                            | ビル・デューク                                      | 池田勝     |                                                |
| 司会者                                  | シドニー・ラシック                                  | 八代駿     | 島香裕                                         |
| 不明 その他                             | N/A                                                 | N/A        | 浅野まゆみ 大坂史子 高瀬右光 半場友恵 笹本優子 |

- ソフト版 - 1993年発売のVHSに初収録・Disney+など各種配信にも使用。
- 日本テレビ版 - 初回放送1997年9月19日『金曜ロードショー』

※日本テレビ版は初回放送時、ラップや一部の歌（ローリン・ヒルとタニア・ブロントによるデュエットなど）にも吹き替えが行われているが、近年の放送では多くが原語に差し替えられている。

## スタッフ
- 監督: ビル・デューク
- 製作: スコット・ルーディン、ドーン・スティール（英語版）
- 製作総指揮: ローレンス・マーク（英語版）、マリオ・イスコヴィッチ
- 脚本: ジェームズ・オア（英語版）、ジム・クルックシャンク（英語版）[注 2]、ジュディ・アン・メイソン（英語版）[注 2]
- 撮影: オリヴァー・ウッド
- 音楽: マイルズ・グッドマン（英語版）
- 追加音楽: マーヴィン・ウォーレン（英語版）

### 日本語版
| -              | ソフト版                                                     | 日本テレビ版                 |
| -------------- | ------------------------------------------------------------ | ---------------------------- |
| 演出           | 松岡裕紀                                                     | 木村絵理子                   |
| 翻訳           | いずみつかさ                                                 | 岩佐幸子                     |
| 調整           | 伊藤恭介                                                     | 荒井孝                       |
| 効果           | N/A                                                          | リレーション                 |
| 録音           | スタジオ・エコー                                             | オムニバス・ジャパン         |
| 監修           | 岡本企美子                                                   | N/A                          |
| 担当           | N/A                                                          | 稲毛弘之                     |
| プロデューサー |                                                              | 藤本鈴子 門屋大輔 小林三紀子 |
| 制作           | スタジオ・エコー DISNEY CHARACTER VOICES INTERNATIONAL, INC. | 東北新社                     |

## 地上波放送履歴
| 回数 | テレビ局   | 番組名           | 放送日         | 吹替版       | 視聴率 | 出典  |
| ---- | ---------- | ---------------- | -------------- | ------------ | ------ | ----- |
| 1    | 日本テレビ | 金曜ロードショー | 1997年9月19日  | 日本テレビ版 | 18.7%  |       |
| 2    | 日本テレビ | 金曜ロードショー | 1999年9月17日  | 日本テレビ版 | 21.8%  | [ 3 ] |
| 3    | 日本テレビ | 金曜ロードショー | 2001年9月21日  | 日本テレビ版 | 14.8%  | [ 4 ] |
| 4    | 日本テレビ | 金曜ロードショー | 2005年11月18日 | 日本テレビ版 | 13.0%  | [ 5 ] |
| 5    | 日本テレビ | 金曜ロードショー | 2010年4月2日   | 日本テレビ版 | 10.2%  | [ 6 ] |
| 6    | 日本テレビ | 金曜ロードショー | 2022年12月9日  | 日本テレビ版 | 7.2%   | [ 7 ] |

- 視聴率はビデオリサーチ調べ、関東地区・世帯・リアルタイム。

## 楽曲
ポピュラーなゴスペルソングやクラシックなR&B、賛美歌がソウルアレンジによって歌われている。
- 「His Eye Is On The Sparrow」（ヒズ・アイズ・イズ・オン・ザ・スパロウ）

讃美歌。リタとターニャのデュエット曲として使用された。
- 「Oh Happy Day」（オー・ハッピー・デイ）

18世紀の賛美歌を基にし、1969年に発表されたエドウィン・ホーキンズ・シンガーズ
ソロパートはライアン・トビー演じるアマールが担当。サウンドトラックは「ライアン・トビーと聖フランシス高校聖歌隊」名義で収録。
- 「Get Up Offa That Thing」（ゲット・アップ・オファ・ザット・シング）

1976年に発表されたジェームス・ブラウンの楽曲。
合唱コンクール出場に必要な寄付金集めの場面で使用された。
- 「Dancing In The Street」（ダンシング・イン・ザ・ストリート）

1964年に発表されたマーサ&ザ・ヴァンデラスの楽曲。「Get Up Offa That Thing」とのマッシュアップで使用された。
- 「Joyful, Joyful」（ジョイフルジョイフル）

原曲は1907年に成立した讃美歌で、ベートーベンの交響曲第9番第4楽章（歓喜の歌）に歌詞をつけたもの。
複数のバージョンが存在し、聖フランシス高校聖歌隊の歌うヒップホップ調アレンジのものが聖歌85番『みかみのあいば』、ライバルの聖歌隊が『Ode to Joy』のタイトルで歌うバージョンが讃美歌158番 『天には御使い』に基づいたアレンジとなっている。
- 「Ain’t No Mountain High Enough」（エイント・ノー・マウンテン・ハイ・イナフ）

本作のエンディング曲。
原曲は1967年に発表されたマーヴィン・ゲイ＆タミー・テレルのデュエット曲で、後年発表されたダイアナ・ロスによるソロアレンジ版と組み合わせた映画独自のアレンジ版となっている。
メインキャストを始めとする出演者一同（前述の通り、一部のキャストのみ参加していない）により歌唱されている。ニューヨーク・タイムズでは、この場面が本作の醍醐味と評している。
この他、映画冒頭でデロリスが歌うメドレー曲「The Greatest Medley Ever Told」では前作で使用された「I will Follow Him」「My Guy」含めた18曲近いヒットソングが使用されている。

## 製作

### 企画
第1作のヒットにより、タッチストーン・ピクチャーズの親会社であるウォルト・ディズニー・カンパニーの手で続編製作のプロジェクトはすぐに発足した。
前作の監督であるエミール・アルドリーノは死去していたため、監督は『コマンドー』のクック役や『プレデター』のマック役など俳優としても活動するビル・デュークが起用された。デュークは、監督した映画『セメタリークラブ』での仕事をディズニーの幹部が評価したことで抜擢されたという。
脚本は、ジェームズ・オア、ジム・クルックシャンク、ジュディ・アン・メイソンが新たに雇われ、前作と異なり高校が舞台となった。なお、本作は実話を基にしており、1985年にロサンゼルスの高校へ音楽科教師として着任し、発足させた聖歌隊を世界合唱オリンピック優勝にまで導いたアイリス・スティーブンソンを主人公デロリスのモデルにしている。

### キャスティング
ウーピー・ゴールドバーグは当初、脚本が自身の望むようなものではなかったためやりたくなかったという。だが、「彼女なしでは続編を作ることはほぼ不可能」と考えたディズニー側の交渉により、ゴールドバーグは「出演料の大幅な増加」「以前から製作を望んでいた『サラフィナ!』の製作費用をすべて出してもらう」という条件で出演を承諾した。
マギー・スミス、キャシー・ナジミー、ウェンディ・マッケナ、メアリー・ウィックスなど前作の出演者の続投も決定した。だが、契約後に本作の舞台は高校でシスターたちの出番は大幅に減ることが明かされたため、一部のキャストは困惑したという。ナジミーは後に「ストーリーの本筋に属してないとき、シスターたちを画面に押し込むのは難しいことだった」と回想している一方「私たちは（高校生役の）子供たちを愛していました」「最初の作品は大好きで、2作目には畏敬の念を抱いています。私は両作の（出演）経験を良かったと思う」とも語っている。
前作でシスター・ロバートの歌声を担当したアンドレア・ロビンソンは本作にも続投したほか、デロリスたちと同じ学校で奉仕する別の修道院のシスター役として出演しており、吹き替えでなく本人として歌っているシーンが一節だけながら存在する。
ヴォルフガング神父役のトーマス・ゴットチョークはドイツで有名なテレビ司会者であり、冠番組『Wetten, dass..?』にゲスト出演したゴールドバーグが企画の一つである賭けに負けたことからキャスティングされることとなった。
舞台となる高校の生徒役23人は、9つの都市の3,000人以上の応募者からオーディションで選ばれた。

## エピソード
当時16歳のライアン・トビー演じるアマールが「Oh Happy Day」のソロパートで披露した高音（ホイッスルボイス）は、音楽指導のマーヴィン・ウォーレンがトビーに高音を歌える可能性を見出したことから提案し、トビーはマライア・キャリーの曲を歌ってのレッスンを受けるなどあらかじめ想定されたものだった。だが、この件は一部のスタッフにしか知らされず、予定より2オクターブ高いこの歌声はリハーサル撮影でアドリブのように初披露された。本編の映像はリハーサルと本番の映像二種が組み合わされ使用されており、キャストが見せた驚きや歓声などの一部は演技でなく本物の反応である。
シスター・ロバートの歌声は前作同様にアンドレア・ロビンソンが担当したが、エンディングの「Ain't No Mountain High Enough」のみは演じるウェンディ・マッケナ本人が担当した。
ジェームズ・コバーンは撮影時に関節炎を患っていたため、手をあまり映さないように細心の注意が払われた。
生徒役の一人として、ウーピー・ゴールドバーグの実娘であるアレックス・マーティンが出演している。
作中、聖キャサリン修道院院長とモーリス神父との会話で「オマリー神父」という人名に触れられるが、これは映画『聖メリーの鐘』『我が道を往く』でビング・クロスビーが演じたオマリー神父を連想させる。『我が道を往く』は、経営危機に陥った教会に赴任したオマリー神父が、教区に住む悪童たちによるジャズテイストの聖歌隊を作ることで教会を立ち直らせ去っていく話である。
スケッチ役のロン・ジョンソンは、本作の撮影現場でエキストラの1人だった10代の少女に性的暴行を加えた容疑で告発され訴えられたが、審議で「少女側が彼に夢中になった」との結論に達し無罪となった。
決勝大会で2位になった「Joyful, Joyful」を歌うもう1つの合唱団「オレンジカウンティのグラント高校のチャップマン合唱団」は、カリフォルニア州オレンジ郡にあるチャップマン大学に実在する合唱団がユニットで出演。歌唱は同合唱団の指揮者で音楽学部長によって監督されている。

## 評価
本作品は、ヒット作の続編の監督を白人ではなく黒人が務めたハリウッド史上初の作品という点で歴史的意義を持つ作品である。
初公開時、批評家からは否定的な評価が多かった。その多くは「前作は革新的なプロットや演出が評価されたが、今作は一転して古臭くありきたりな内容になった」「ストーリーが粗末なため、才能にあふれたキャストが集まったにもかかわらず活かされていない」というものであった。
その一方、観客やファンを中心に公開以来根強い支持を得ている一面もあり、カルト・クラシックと評されることもある。また、近年になり音楽面を中心に再評価される動きもある。